# Dicladocera neosubmacula
Dicladocera neosubmacula är en tvåvingeart som beskrevs av Krober 1931. Dicladocera neosubmacula ingår i släktet Dicladocera och familjen bromsar. Inga underarter finns listade i Catalogue of Life.